# Phaeopyxis australis
Phaeopyxis australis är en lavart som beskrevs av Rambold & Triebel 1990. Phaeopyxis australis ingår i släktet Phaeopyxis, ordningen disksvampar, klassen Leotiomycetes, divisionen sporsäcksvampar och riket svampar.   Inga underarter finns listade i Catalogue of Life.